# Puchar „Sportu” i PZHL 1987/1988
Puchar „Sportu” i PZHL 1987/1988 – siódma edycja rozgrywek o Puchar „Sportu” i PZHL.

## Półfinały
- Podhale Nowy Targ – Stoczniowiec Gdańsk 5:1 (2:0, 1:0, 2:0)[1], awans Podhala do finału

## Finał
- 2 marca 1988: Podhale Nowy Targ –  Polonia Bytom 2:3 (1:1 ,0:1, 1:1)[2]
- 4 marca 1988: Polonia Bytom –  Podhale Nowy Targ 5:2 (2:0, 1:1, 2:1)[3]